# Winona (Minnesota)
Winona je hlavní město okresu Winona ve státě Minnesota, USA. Ve městě žije přibližně 26 tisíc obyvatel a má rozlohu 61,0 km². V tomto městě se narodila herečka Winona Ryder.
Předchůdcem města byla siouxská osada Keoxa, kterou roku 1805 jako první běloch navštívil Zebulon Pike. Město bylo založeno roku 1851, původně pod názvem Montezuma, později bylo pojmenováno podle legendy o Winoně, dceři náčelníka Wapashy, která spáchala sebevraždu z nešťastné lásky. Rostlo jako důležitý přístav na řece Mississippi a centrum dřevozpracujícího průmyslu. Mezi prvními osadníky bylo velké množství Kašubů, tuto tradici připomíná partnerství s polským městem Bytów. Město je známé výrobou vitráží, největším zaměstnavatelem je obchodní firma Fastenal.
Ve městě sídlí vysoká škola Winona State University, která byla založena roku 1858 jako první pedagogický institut západně od Mississippi a status univerzity obdržela roku 1975. Winona je spolusídlem katolické diecéze Winona-Rochester.
Populární dominantou města a výletním místem je skála Sugar Loaf.